# ریکاردو فورکونی
ریکاردو فورکونی (ایتالیایی: Riccardo Forconi؛ زادهٔ ۱۳ ژوئن ۱۹۷۰ ‏(۵۴ سال)) دوچرخه‌سوار اهل ایتالیا است.